# Robert Valentine Pollock
Robert Valentine Pollock, britanski general, * 1884, † 1969.